# Cácota
Cácota – miasto w Kolumbii, w departamencie Norte de Santander.